# Epinephelus latifasciatus
Epinephelus latifasciatus är en fiskart som först beskrevs av Temminck och Hermann Schlegel 1842.  Epinephelus latifasciatus ingår i släktet Epinephelus och familjen havsabborrfiskar. IUCN kategoriserar arten globalt som otillräckligt studerad. Inga underarter finns listade i Catalogue of Life.